# 鄭受康
鄭受康（？—？），福建侯官人，清朝政治人物。举人出身。

## 生平
宣统三年七月，擔任清朝廣東省潮州府豐順縣知縣。同年底，清朝灭亡。1911年9月20日，改组县署为安民局，鄭受康留任局长，后10天后辞职。